# Termometr rtęciowy

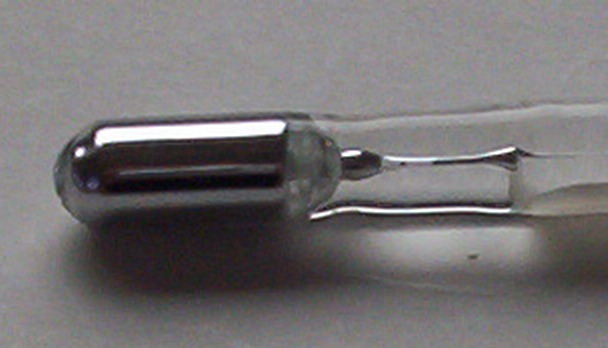
Zbliżenie czubka lekarskiego termometru rtęciowego

Termometr rtęciowy – termometr cieczowy, w którym do pomiaru temperatury wykorzystuje się rtęć.
Modyfikacje (elementy ruchome) wprowadzane do rurki termometru pozwalają dokonywać pomiaru wartości minimalnej lub maksymalnej w przedziale od momentu ustawienia termometru do odczytu.
Parlament Europejski w swojej dyrektywie, z uwagi na szkodliwość rtęci na zdrowie człowieka, rekomenduje wycofanie się z korzystania z termometrów rtęciowych w celach medycznych.

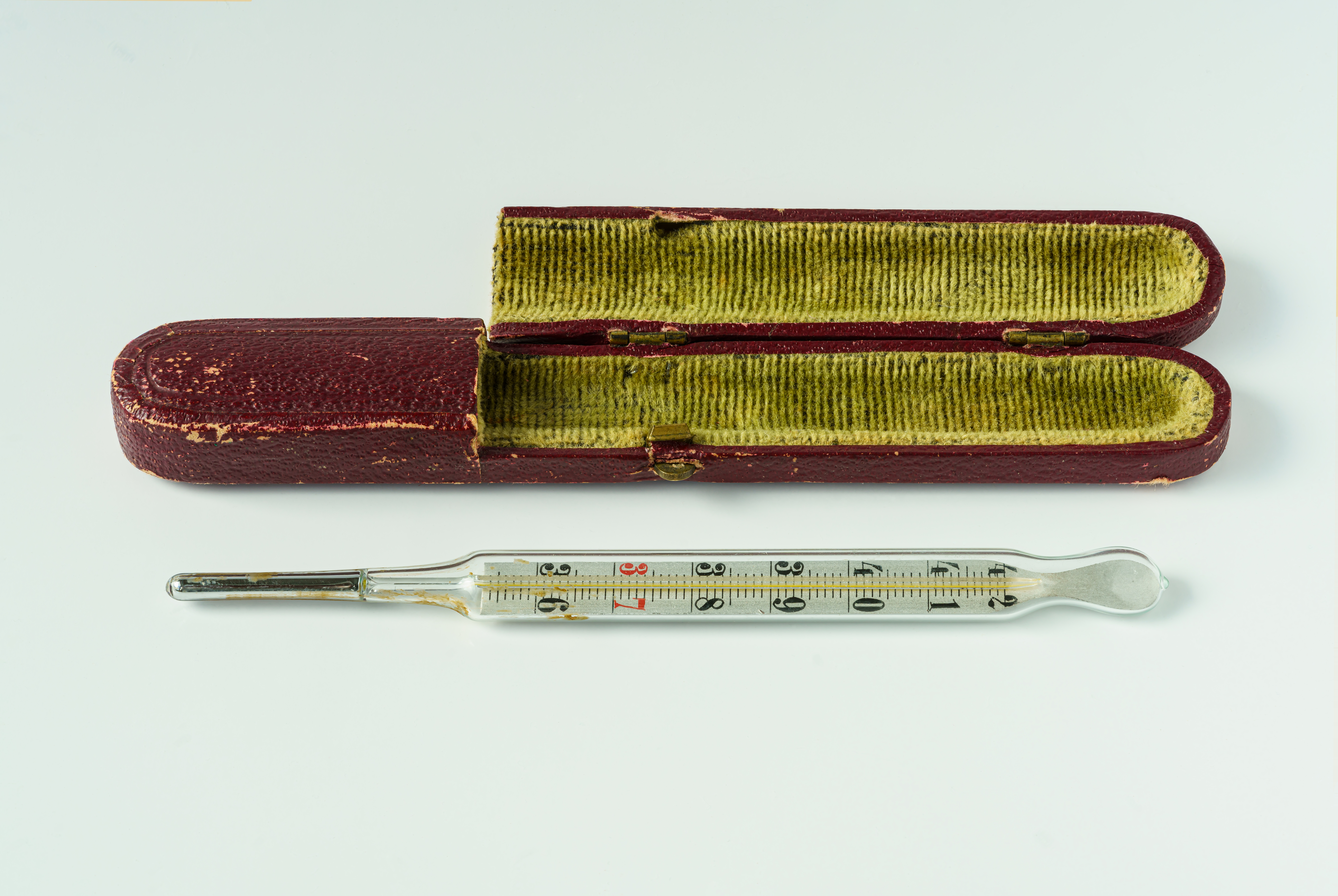
Medyczny termometr rtęciowy i ochronne pudełko

## Historia
Galileusz był w 1582 o krok od wynalezienia termometru. Skonstruował on przyrząd nazwany termoskopem. Wewnątrz tego urządzenia nad pojemnikiem z wodą znajdowała się otwarta u dołu rurka, w której poziom wody zmieniał się wraz z wahaniami temperatury. Przyrząd ten reagował jednak również na zmiany ciśnienia powietrza. Aparat Galileusza zafascynował toskańskiego księcia Ferdynanda II, który eksperymentował z nim na początku XVII wieku. W 1644 odizolował rurkę od otaczającego powietrza, uniezależniając ją w ten sposób od wahań ciśnienia.
Pierwszym przyrządem przypominającym z wyglądu współczesne termometry był jednak termometr rtęciowy. Został on udoskonalony na początku XVIII wieku przez pochodzącego z Gdańska, a osiadłego w Holandii fizyka – Daniela Gabriela Fahrenheita. Działanie tego rodzaju termometru oparte jest na zasadzie rozszerzania się cieczy podczas zmiany temperatury. Przyrząd pomiarowy składa się z wąskiej szklanej rurki (kapilary) ze zbiorniczkiem na ciecz u dołu. Zbiorniczek wypełniony jest cieczą, np. rtęcią. W miarę wzrostu temperatury ciecz się rozszerza i jest wypychana w górę rurki (gdzie panują warunki zbliżone do próżni). Temperaturę można odczytać na skali znajdującej się na rurce lub obok niej. Fahrenheit wprowadził skalę pomiaru temperatury nazwaną później jego nazwiskiem. Skala Fahrenheita była powszechnie używana w przeszłości, dzisiaj jednak preferuje się skalę Celsjusza – skalę termometryczną zaproponowaną w 1742 przez szwedzkiego astronoma Andersa Celsiusa.
W 1866 Thomas Clifford Allbutt wynalazł nowoczesny medyczny termometr rtęciowy, co umożliwiło zmniejszenie rozmiaru urządzenia z 30 do 15 cm i skróciło czas pomiaru z 20 do 5 min.

## Inne ciecze
zakaz sprzedaży
     status nieznany
     nie wprowadzono odgórnego zakazu

Wycofanie z użytku w Unii Europejskiej:
zakaz sprzedaży
status nieznany
nie wprowadzono odgórnego zakazu

W miejsce rtęci stosuje się też inne ciecze termometryczne. W związku z wycofaniem medycznych termometrów rtęciowych ze sprzedaży w wielu krajach Unii Europejskiej, powstało zapotrzebowanie na termometry zastępcze. Do konstrukcji termometrów cieczowych używa się cieczy o możliwie niskiej temperaturze krzepnięcia, wysokiej temperaturze wrzenia oraz dużej i liniowej rozszerzalności cieplnej. W praktyce najczęściej używa się alkoholi – zwłaszcza izopropanolu. W sprzedaży znajdują się także termometry medyczne zawierające galinstan, stop metali o temperaturze topnienia ok. −20 °C.